# Ritualul înălțării la rangul de cavaler

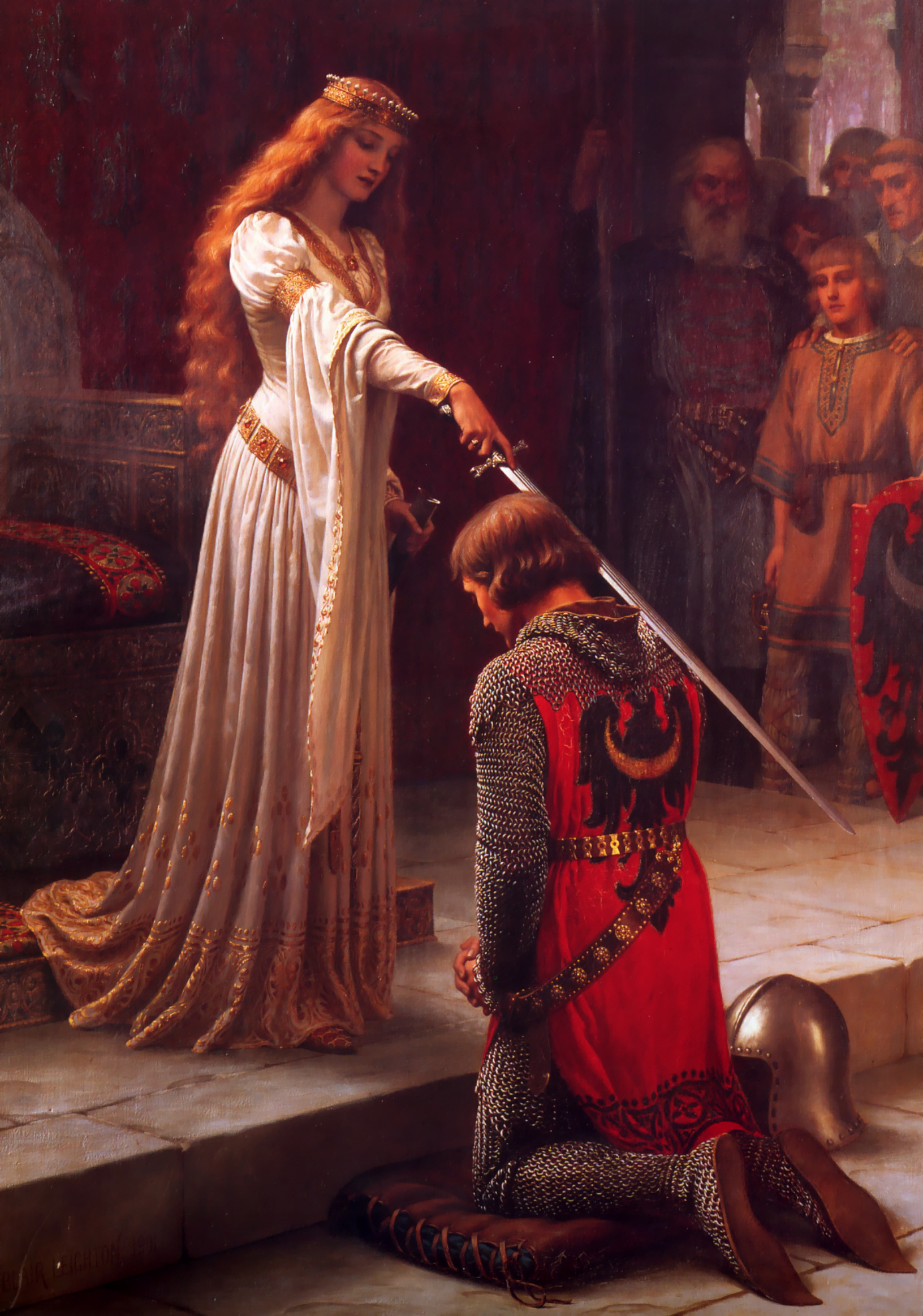
Ritualul înălțării la rangul de cavaler

Ritualul înălțării la rangul de cavaler este practicat și în prezent în Regatul Unit, el fiind îndeplinit de monarh care acordă acest titlu onorific nobiliar unor persoane cu merite deosebite. 
Originea acestui ritual provine din evul mediu, cavalerii fiind numai persoane care dețineau un titlu nobiliar. Din secolul XIV, în Europa Centrală monarhii au început să învestească cavaleri printr-un ritual care consta dintr-o îmbrățișare și atingerea, cu latul spadei, a umărului candidatului îngenunchiat, ceremonial care poartă denumirea de acoladă.